# Crispijn van de Passe II

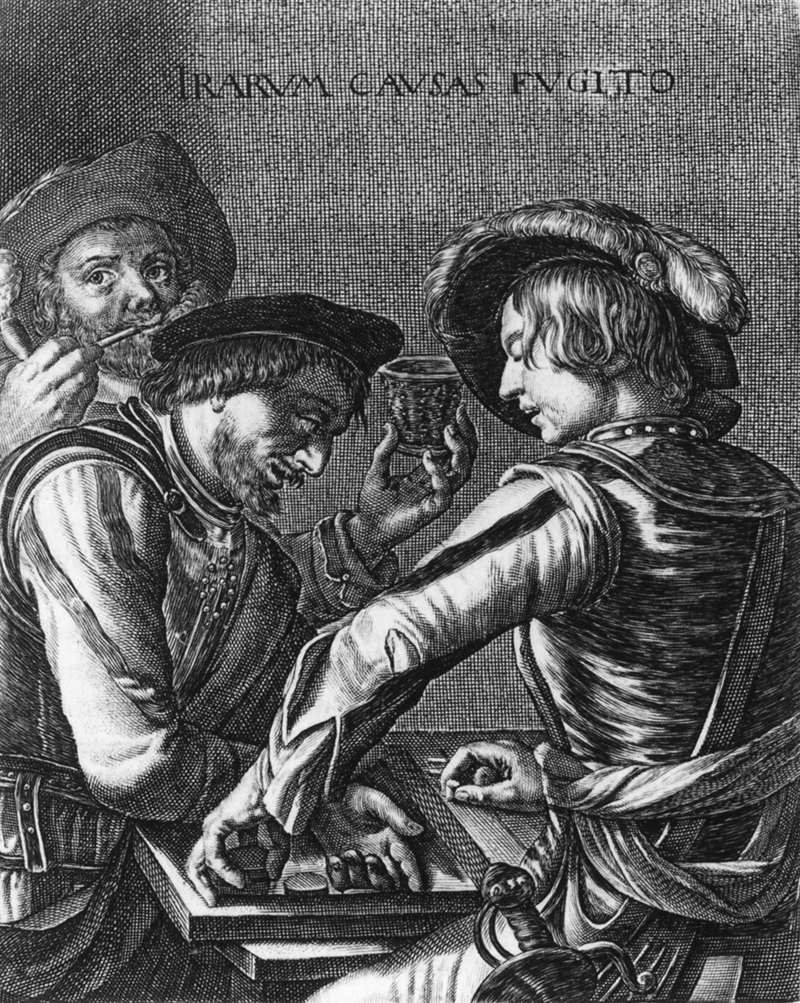
Jugadores de backgammon, primera mitad del. Biblioteca de la Universidad de Ámsterdam.

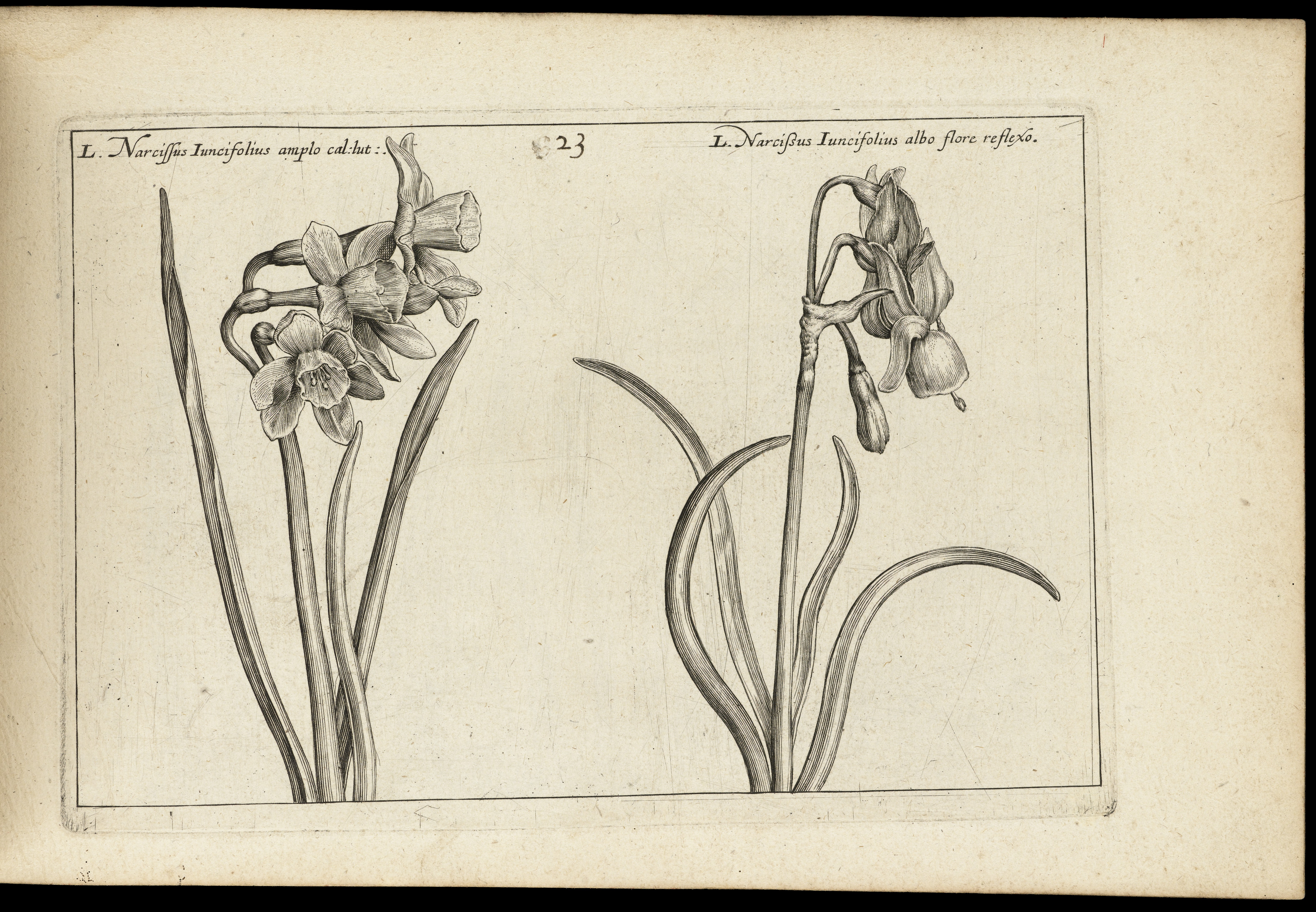
Ilustración de un narciso del Hortus Floridus, publicado en 1614-1616.

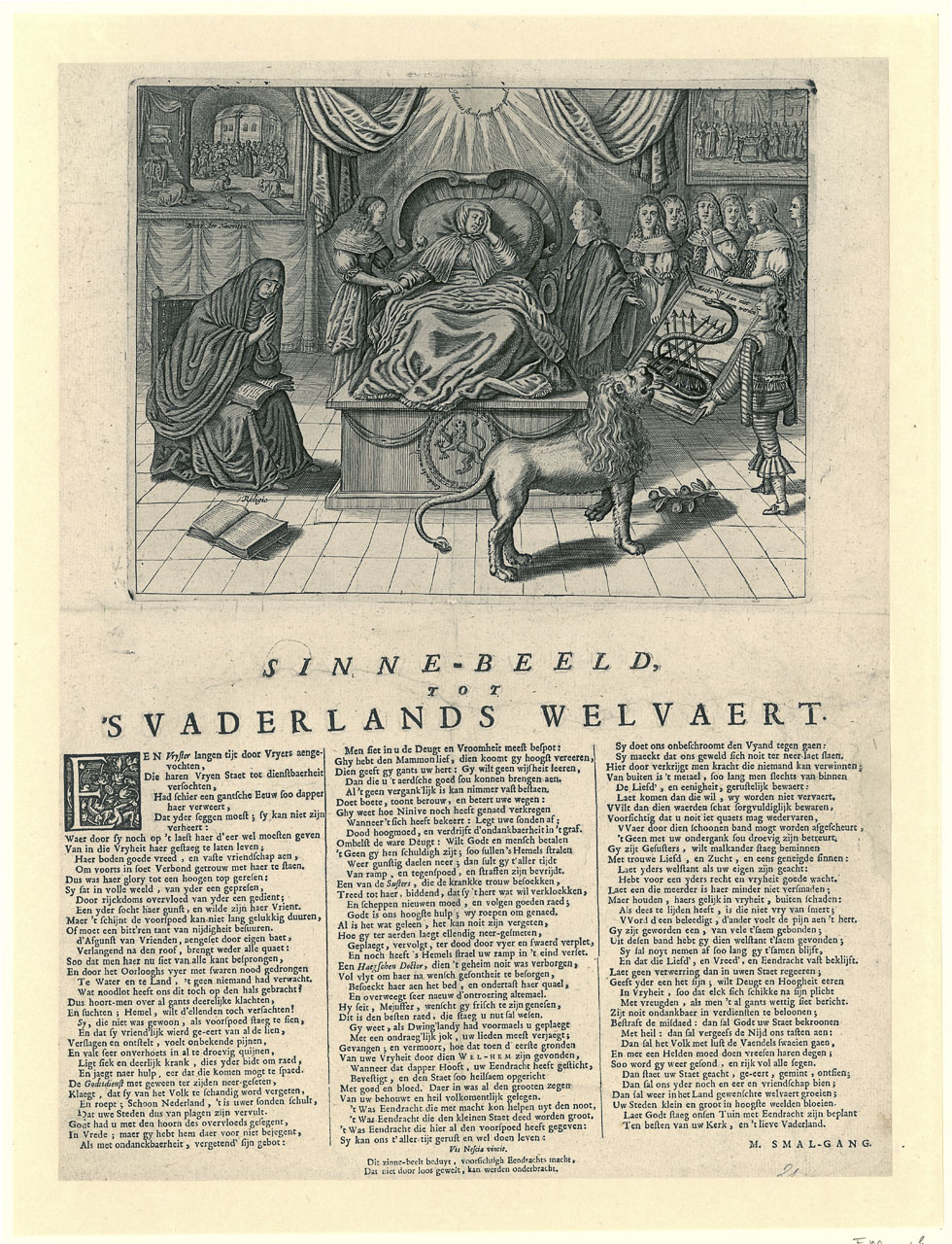
Sinne-beeld, tot's vaderlands welvaert, 1665. Caricatura de Van de Passe que muestra a Guillermo III de Orange como salvador de la patria. La doncella neerlandesa yace enferma en la cama. Después de que se prohibiera la publicación de la impresión original en 1665, Van de Passe creó una nueva versión. Museo Rijks.

Crispijn (van) de Passe II (Colonia, 1594/1595-enterrado en Ámsterdam, 19 de enero de 1670), también conocido como Crispijn (van) de Passe el Joven (holandés: Crispijn (van) de Passe de Jonge), fue un grabador, dibujante y editor de grabados del Siglo de Oro neerlandés. Fue miembro de la numerosa familia de grabadores Van de Passe, hijo del grabador y editor de grabados Crispijn van de Passe el Viejo.

## Biografía
Van de Passe fue hijo del grabador y editor Crispijn van de Passe el Viejo (1564-1637), un menonita de Zelanda que había huido de Amberes a Alemania, y Magdalena de Bock (fallecida en 1635). Van de Passe nació durante el período (1589-1611) cuando la familia vivía en Colonia. En 1611, la familia se vio obligada a abandonar Colonia y se mudó a Utrecht, donde él, junto con sus hermanos Simon (1595-1647) y Willem (c. 1597-c. 1637) y su hermana Magdalena (1600-1638) aprendieron el arte de grabado en el taller de su padre.
Al contrario que sus hermanos, Van de Passe se centró en Francia en lugar de Inglaterra. Estuvo activo en París desde 1618 hasta 1630, cuando regresó a Utrecht. En 1639, pasó algún tiempo en Delft y Copenhague antes de establecerse en Ámsterdam, donde permaneció hasta su muerte en 1670.
En 1648 se casó con Geertraut van dem Brauch, también conocida como Geertruyt van den Broeck, que provenía de la ciudad alemana de Solingen. Van de Passe tuvo poco éxito como grabador en Ámsterdam y murió en la pobreza. Fue enterrado en Ámsterdam el 19 de enero de 1670.

## Obra
Originalmente cercano a su padre en estilo artístico, comenzó a desarrollar un uso del buril notablemente fino, similar a un boceto, en la década de 1620. Produjo retratos de una serie de destacados miembros de la realeza y la nobleza europea, incluida la pareja real francesa de Luis XIII de Francia y María de Médicis. También retrató a Federico Enrique, Príncipe de Orange y otros miembros destacados de la sociedad holandesa, como Gérard Vossius, Johan van Oldenbarnevelt y Piet Hein.
Además de retratos, produjo grabados de temas bíblicos e históricos e ilustraciones de libros. Creó 60 grabados para una obra influyente sobre doma clásica, Maneige royal de Antoine de Pluvinel (París, 1623), publicada más tarde con el título L'Instruction du Roy en l'exercice de monter à cheval. El propio Hortus Floridus de Van de Passe, publicado entre 1614 y 1616, era una colección de 160 grabados que representaban plantas con flores. La obra fue tan popular que la edición latina original se tradujo al holandés, francés e inglés. Su Les vrais pourtraits de quelques unes des plus grandes dames da la chrestiente (1640) contenía dos versos dedicados a su hermana, la grabadora Magdalena van de Passe, fallecida dos años antes. En 1643-1644, Joan Blaeu publicó Van 't Licht der teken en schilderkonst de Van de Passe, un libro que enseña técnicas de dibujo.
Los grabados y otras obras de Van de Passe se encuentran en las colecciones del Rijksmuseum de Ámsterdam, el Museo Boijmans Van Beuningen de Róterdam, el Centraa Museuml de Utrecht, el Museo Metropolitano de Arte de Nueva York, la National Portrait Gallery de Londres y la Galería Nacional de Dinamarca en Copenhague, entre otros lugares.